# Пальмер, Ева
Ева Пальмер (швед. Eva Palmær), полное имя — Сигне Гертруда Ева Юханссон-Пальмер (швед. Signe Gertrud Eva Johansson-Palmær, 1904—1995) — шведский общественный деятель.

## Биография
Родилась 11 февраля 1904 года в Стокгольме в семье известного учёного-химика Вильгельма Пальмера (1868—1942) и Сигне Элисабет Дилльнер (1871—1953). Её отец был активным общественным деятелем и, в частности, являлся инициатором создания союза обществ (федерации) «Швеция — Советский Союз» в 1935 году; он же был и первым председателем этой организации.
Высшее образование Ева Пальмер получила в Стокгольмском университете, получила степень лиценциата философии. Работала в Нобелевском химическом институте, затем в Шведской инженерной академии. С юности принимала участие в движении защитников мира, входила в руководство национального комитета защиты мира, участвовала в протестном движении против вторжения США во Вьетнам. Работала секретарём в союзе обществ «Швеция — Советский Союз», в 1972 году стала генеральным секретарём этой организации, в 1978 году была избрана председателем этой организации и оставалась в этой должности до 1987 года. В 1985 году стала лауреатом Международной Ленинской премии «За укрепление мира между народами» за 1983—1984 года.
Скончалась 13 мая 1995 года.

## Семья
В 1929 году Ева Пальмер вышла замуж за Густава Юханссона, политика-коммуниста, члена Рикстага и главного редактора газеты Ny Dag.
Их дети:
- Ола Пальмер[швед.] (1932—2011), писатель и переводчик,
- Хагар Пальмер (1936—1996), заведующий учебной частью в учебных заведениях,
- Карстен Пальмер[швед.] (род. 1946), драматург и сценарист.

## Комментарии
1. ↑  В соответствии с шведско-русской практической транскрипцией её имя на русском языке следует писать Эва.